# Open Nederlandse kampioenschappen zwemmen 2019
De Open Nederlandse kampioenschappen zwemmen 2019 werden gehouden van 21 tot en met 23 juni 2019 in sportcomplex Amerena in Amersfoort.

## Medailles
Legenda
- WR = Wereldrecord
- ER = Europees record
- NR = Nederlands record
- CR = Kampioenschapsrecord

### Mannen
| Onderdeel            | Goud                                                              | Goud     | Zilver                                                          | Zilver   | Brons                                                              | Brons    |
| -------------------- | ----------------------------------------------------------------- | -------- | --------------------------------------------------------------- | -------- | ------------------------------------------------------------------ | -------- |
| Vrije slag           |                                                                   |          |                                                                 |          |                                                                    |          |
| 50 m                 | Thom de Boer De Dolfijn                                           | 22,42    | Jeroen Baars The Hague Swimming                                 | 22,95    | Niels van Eck ZPC Hoogeveen                                        | 23,01    |
| 100 m                | Maarten Brzoskowski PSV                                           | 50,64    | Ben Schwietert ZPC Amersfoort                                   | 50,65    | Bart Sommeling De Dolfijn                                          | 50,90    |
| 200 m                | Maarten Brzoskowski PSV                                           | 1.46,62  | Ben Schwietert ZPC Amersfoort                                   | 1.50,57  | Bart Sommeling De Dolfijn                                          | 1.50,75  |
| 400 m                | Maarten Brzoskowski PSV                                           | 3.54,01  | Lleyton Plattel PSV                                             | 3.57,19  | Erik Nijholt DZ&PC                                                 | 3.59,15  |
| 800 m                | Aaron Schmidt Duitsland                                           | 8.06,47  | Erik Nijholt DZ&PC                                              | 8.21,22  | Thomas Jansen WVZ                                                  | 8.31,87  |
| 1500 m               | Erik Nijholt DZ&PC                                                | 16.03,07 | David Kuipers ZC Orca                                           | 16.41,35 | Niels Dijkshoorn ZVVS                                              | 17.11,68 |
| Rugslag              |                                                                   |          |                                                                 |          |                                                                    |          |
| 50 m                 | Tom Donker PSV                                                    | 25,79    | Luuk Nijland DWK                                                | 26,11    | Ensger Kotterink Feijenoord Albion ZC                              | 26,28    |
| 100 m                | Tom Donker PSV                                                    | 55,58    | Baptiste Leger Frankrijk                                        | 57,15    | Ensger Kotterink Feijenoord Albion ZC                              | 57,22    |
| 200 m                | Baptiste Leger Frankrijk                                          | 2.02,20  | Dennis Kamps De Dinkel                                          | 2.06,46  | Jelle Betten DZ&PC                                                 | 2.06,62  |
| Schoolslag           |                                                                   |          |                                                                 |          |                                                                    |          |
| 50 m                 | Kasper Leeuw ZPC Amersfoort                                       | 28,26    | Wietse Waninge ZPC Amersfoort                                   | 28,39    | Thomas de Lange WS Twente                                          | 28,46    |
| 100 m                | Wietse Waninge ZPC Amersfoort                                     | 1.02,49  | Kasper Leeuw ZPC Amersfoort                                     | 1.02,64  | Thomas de Lange WS Twente                                          | 1.02,93  |
| 200 m                | Koen Lems ZPC Amersfoort                                          | 2.14,15  | Wietse Waninge ZPC Amersfoort                                   | 2.17,60  | Juri Dijkstra TriVia                                               | 2.19,36  |
| Vlinderslag          |                                                                   |          |                                                                 |          |                                                                    |          |
| 50 m                 | Thom de Boer De Dolfijn                                           | 23,88    | Joeri Verlinden PSV                                             | 23,96    | Luuk Nijland DWK                                                   | 24,60    |
| 100 m                | Joeri Verlinden PSV                                               | 52,41    | Alexander Kunert Duitsland                                      | 54,68    | Ruben Stam De Dolfijn                                              | 55,03    |
| 200 m                | Aaron Schmidt Duitsland                                           | 2.01,31  | Alexander Kunert Duitsland                                      | 2.01,65  | Tim Hoogerwerf DWK                                                 | 2.05,35  |
| Wisselslag           |                                                                   |          |                                                                 |          |                                                                    |          |
| 200 m                | Sten Postma Aqua Novio'94                                         | 2.06,72  | Ensger Kotterink Feijenoord Albion ZC                           | 2.06,90  | Koen Lems ZPC Amersfoort                                           | 2.09,51  |
| 400 m                | Sten Postma Aqua Novio'94                                         | 4.34,69  | Rowan Keen ZC Borger                                            | 4.36,05  | Wietse Beerens De Dommelbaarzen                                    | 4.41,96  |
| Vrije slag estafette |                                                                   |          |                                                                 |          |                                                                    |          |
| 4×100 m              | PSV Joeri Verlinden Berjen Mellema Maarten Brzoskowski Tom Donker | 3.22,82  | De Dolfijn Bart Sommeling Nino Sieling Tom Lommers Thom de Boer | 3.25,11  | DWK Stephan Putman Luuk Nijland Thomas Kappe Tim Hoogerwerf        | 3.26,57  |
| 4×200 m              | PSV Lleyton Plattel Stijn Simons Maarten Brzoskowski Tom Donker   | 7.38,47  | De Dolfijn Nino Sieling Elroy Schot Sem Zijl Bart Sommeling     | 7.47,71  | DWK Tim Hoogerwerf Niek Heethaar Serginni Marten Luuk Nijland      | 7.52,97  |
| Wisselslagestafette  |                                                                   |          |                                                                 |          |                                                                    |          |
| 4×100 m              | PSV Tom Donker Thom Delno Niklas David Yeboah Guus van Stiphout   | 3.47,83  | DWK Niek Heethaar Ardi Knol Luuk Nijland Stephan Putman         | 3.49,25  | De Dolfijn Nino Sieling Nicholas Theunissen Ruben Stam Tom Lommers | 3.49,45  |

### Vrouwen
| Onderdeel            | Goud                                                                | Goud     | Zilver                                                                          | Zilver          | Brons                                                                               | Brons    |
| -------------------- | ------------------------------------------------------------------- | -------- | ------------------------------------------------------------------------------- | --------------- | ----------------------------------------------------------------------------------- | -------- |
| Vrije slag           |                                                                     |          |                                                                                 |                 |                                                                                     |          |
| 50 m                 | Tamara van Vliet De Dolfijn                                         | 25,52    | Valerie van Roon WVZ                                                            | 25,58           | Robin Neumann De Dolfijn                                                            | 25,62    |
| 100 m                | Robin Neumann De Dolfijn                                            | 55,52    | Marrit Steenbergen DZ&PC                                                        | 56,09           | Nelly Velthuijs PSV                                                                 | 56,69    |
| 200 m                | Robin Neumann De Dolfijn                                            | 2.00,20  | Silke Holkenborg VZC                                                            | 2.01,84         | Laura Setz ZV Nova                                                                  | 2.03,09  |
| 400 m                | Silke Holkenborg VZC                                                | 4.17,71  | Loulou Vos PSV                                                                  | 4.18,75         | Laura Setz ZV Nova                                                                  | 4.19,03  |
| 800 m                | Loulou Vos PSV                                                      | 8.49,82  | Serena Stel De Dolfijn                                                          | 8.52,05         | Laura Setz ZV Nova                                                                  | 8.53,85  |
| 1500 m               | Serena Stel De Dolfijn                                              | 17.09,46 | Marij van der Mast PSV                                                          | 17.27,53        | Leonie van Noort WVZ                                                                | 17.28,11 |
| Rugslag              |                                                                     |          |                                                                                 |                 |                                                                                     |          |
| 50 m                 | Tessa Vermeulen De Dolfijn                                          | 28,76    | Marieke Tienstra TriVia                                                         | 28,98           | Valerie van Roon WVZ                                                                | 29,23    |
| 100 m                | Tessa Vermeulen De Dolfijn                                          | 1.01,49  | Marieke Tienstra TriVia                                                         | 1.01,91         | Sterre Mooiweer ZPC Amersfoort                                                      | 1.03,23  |
| 200 m                | Sterre Mooiweer ZPC Amersfoort                                      | 2.14,15  | Niet uitgereikt                                                                 | Niet uitgereikt | Indy Jongman PSV                                                                    | 2.16,80  |
| 200 m                | Marieke Tienstra TriVia                                             | 2.14,15  | Niet uitgereikt                                                                 | Niet uitgereikt | Indy Jongman PSV                                                                    | 2.16,80  |
| Schoolslag           |                                                                     |          |                                                                                 |                 |                                                                                     |          |
| 50 m                 | Anne Louise Palmans WVZ                                             | 32,37    | Valerie van Roon WVZ                                                            | 32,38           | Sanne Busch PSV                                                                     | 32,51    |
| 100 m                | Madelijne Schothans De Dinkel                                       | 1.10,64  | Lynn Blommers The Hague Swimming                                                | 1.11,05         | Lonne Dijkhuis De Dinkel                                                            | 1.11,63  |
| 200 m                | Kim Jansen van Galen PSV                                            | 2.37,81  | Lynn Blommers The Hague Swimming                                                | 2.38,95         | Robin Goossens ZV Nuenen                                                            | 2.39,28  |
| Vlinderslag          |                                                                     |          |                                                                                 |                 |                                                                                     |          |
| 50 m                 | Kinge Zandringa De Dolfijn                                          | 26,80    | Elinore de Jong The Hague Swimming                                              | 27,04           | Tamara van Vliet De Dolfijn                                                         | 27,35    |
| 100 m                | Elinore de Jong The Hague Swimming                                  | 59,82    | Kinge Zandringa De Dolfijn                                                      | 1.00,85         | Josien Wijkhuijs ZC Orca                                                            | 1.01,25  |
| 200 m                | Lotte Hosper Racing Club                                            | 2.16,59  | Alinda Dingshoff ZPC Hoogeveen                                                  | 2.17,83         | Emelie Schnagl Duitsland                                                            | 2.20,05  |
| Wisselslag           |                                                                     |          |                                                                                 |                 |                                                                                     |          |
| 200 m                | Silke Huisman ZC Orca                                               | 2.20,24  | Silke Holkenborg ZVC                                                            | 2.20,56         | Emelie Schnagl Duitsland                                                            | 2.22,42  |
| 400 m                | Lotte Hosper Racing Club                                            | 4.55,62  | Lisa Dreesens The Hague Swimming                                                | 5.02,32         | Emelie Schnagl Duitsland                                                            | 5.02,48  |
| Vrije slag estafette |                                                                     |          |                                                                                 |                 |                                                                                     |          |
| 4×100 m              | PSV Sam van Nunen Loulou Vos Indy Jongman Nelly Velthuijs           | 3.47,68  | De Dolfijn Tamara van Vliet Mirl de Boer Tamara Grove Robin Neumann             | 3.48,79         | The Hague Swimming Dorien Butter Lynn Blommers Ilse Kraaijeveld Femke Hoppenbrouwer | 3.54,78  |
| 4×200 m              | PSV Loulou Vos Soraya Wasser Nelly Velthuijs Marij van der Mast     | 8.22,55  | De Dolfijn Tamara Grove Mirl de Boer Kaylin Stel Robin Neumann                  | 8.29,87         | The Hague Swimming Dorien Butter Ilse Kraaijeveld Lynn Blommers Femke Hoppenbrouwer | 8.38,79  |
| Wisselslagestafette  |                                                                     |          |                                                                                 |                 |                                                                                     |          |
| 4×100 m              | De Dolfijn Tessa Vermeulen Anouk Elzerman Amy de Sain Robin Neumann | 4.13,16  | The Hague Swimming Lotte Hosper Lynn Blommers Lisa Dreesens Femke Hoppenbrouwer | 4.17,42         | WVZ Valerie van Roon Anne Louise Palmans Chefanja Nunes Leonie van Noort            | 4.17,44  |